# Dasiops bakeri
Dasiops bakeri är en tvåvingeart som först beskrevs av Malloch 1920.  Dasiops bakeri ingår i släktet Dasiops och familjen stjärtflugor.
Artens utbredningsområde är Nicaragua. Inga underarter finns listade i Catalogue of Life.